# آندره‌آ تابانلی
آندره‌آ تابانلی (ایتالیایی: Andrea Tabanelli؛ زادهٔ ۲ فوریهٔ ۱۹۹۰) بازیکن فوتبال اهل ایتالیا است که در پست هافبک برای باشگاه فوتبال لچه در سری بی بازی می‌کند.
از باشگاه‌هایی که در آن بازی کرده‌است می‌توان به باشگاه فوتبال پیزا، باشگاه فوتبال چزنا، باشگاه فوتبال کالیاری و باشگاه فوتبال پادوا اشاره کرد.